# Greiner István
Greiner István (teljes nevén Greiner István Gábor; Budapest, 1960–) magyar vegyészmérnök, a Richter Gedeon Nyrt. kutatási és fejlesztési igazgatója. A kémiai tudomány kandidátusa, a Magyar Innovációs Szövetség általános elnökhelyettese.

## Életpályája
Egyetemi tanulmányait a Budapesti Műszaki Egyetem Vegyészmérnöki Karán végezte, ahol 1984-ben kitüntetéses vegyészmérnöki diplomát szerzett. a kémiai tudomány kandidátusa. MBA fokozatot 1997-ben az angol Open University-n szerzett. 1984 óta a Kőbányai Gyógyszerárugyárnál (illetve a Richter Gedeon Nyrt.-nél) dolgozik, kezdetben gyógyszeripari kutatóként, jelenleg kutatási igazgatóként.
1985-ben külsősként visszakerült a Budapesti Műszaki Egyetem Szerves Kémiai Tanszékére.
1993-ban PhD fokozatot szerzett.
Társszerzője több, mint 100 tudományos publikációnak és szabadalomnak.

## Társadalmi szerepvállalásai
- a Magyar Felsőoktatási Akkreditációs Bizottság tagja,
- több évig alelnöke volt a Magyar Iparjogvédelmi és Szerzői Jogi Egyesületnek,
- tagja volt a Magyar Szellemi Tulajdonvédelmi Tanácsnak.
- a Magyar Innovációs Szövetség általános elnökhelyettese,
- több évig alelnöke volt a Magyar Kémikusok Egyesületének.

## Díjai, elismerései
- Zempléni Géza érem (Budapesti Műszaki Egyetem Vegyészmérnöki Kara, 2001)
- Jedlik Ányos-díj (Magyar Szabadalmi Hivatal, 2003)[3]
- Magyar Köztársasági Érdemrend Lovagkereszt (polgári tagozat) (2006)